# Tunnel Annie Cordy
Le tunnel Annie Cordy (anciennement, tunnel Léopold II) est le plus long tunnel routier de Belgique avec une longueur de 2 531 m. Situé à Bruxelles, il passe sous le boulevard Léopold II et relie la place de l'Yser à la basilique de Koekelberg. 
Ce tunnel est venu remplacer le viaduc « provisoire » du boulevard Léopold II construit à l'occasion de l'Exposition universelle de 1958. Les travaux de construction ont débuté en 1982 et se sont achevés en 1986. 
Rénové entre 2018 et 2021, il a pris le nom tunnel Annie Cordy à sa réouverture en mai 2022. Lors d'une consultation populaire en 2020, à l'occasion de la journée des droits des femmes, le nom d'Annie Cordy a été choisi par vote sur une liste de quatorze personnalités féminines.

## Circonstances menant à la construction d’un tunnel

### Le boulevard Léopold II
Le boulevard Léopold II a été tracé en 1866 à la demande du roi Léopold II par l’architecte-urbaniste Victor Besme en vue de prolonger le boulevard d’Anvers vers Koekelberg. 
Terminé en 1891, le boulevard Léopold II devient un des principaux axes d’entrée à l’ouest de Bruxelles. Dans un premier temps, il accueille une circulation relativement modeste. Après la Première Guerre mondiale et avec la motorisation croissante, cet axe devient une autoroute urbaine.

### Le viaduc de l’Exposition universelle de 1958
En 1958, le boulevard Léopold II est doté d’un viaduc. Il a pour but d’acheminer plus facilement les visiteurs de l’Exposition universelle de 1958 au Heysel ainsi que de moderniser les avenues de la Petite Ceinture à l’occasion de cet événement. Le choix s’est porté sur un viaduc car la construction d’un passage souterrain sous le canal de Charleroi n’était à cette époque pas réalisable d’un point de vue technique. 
Le viaduc débutait à la rue de Ribaucourt à Molenbeek-Saint-Jean et allait jusqu'à la place de l'Yser, un peu après l'ancien garage Citroën. 
Ce viaduc est composé de trois bandes de circulation. Le matin deux bandes sont ouvertes dans le sens périphérie - centre-ville et une dans l’autre sens. Inversement, le soir une bande va dans le sens périphérie - centre-ville et 2 en direction de la périphérie. 
À l’origine construit de façon provisoire, il reste en place jusqu'à la fin des travaux du tunnel Léopold II. Ce viaduc cause de nombreuses nuisances pour les riverains à savoir le manque d’esthétisme, la taudisation progressive des immeubles et les nuisances sonores.

### La construction du métro
Le 26 mars 1977, un permis de bâtir pour le tunnel Simonis aurait été octroyé. Cependant, le ministre de la Région bruxelloise, Albert Demuyter, signale l’absence de ce permis. Deux jours plus tard, le 28 mars, le permis de bâtir pour le métro de la place Simonis est obtenu. Les plans annexés à ce permis dessinent un passage souterrain de 250 mètres sans lien au projet de métro. Les autorités sont alors mises sur le fait accompli de la construction d'un début de tunnel.

## Construction du tunnel

### Raisons de la construction d’un tunnel
Après l’achèvement des travaux du métro de la place Simonis en 1979, les riverains du boulevard Léopold II décident de réagir. Ils se rassemblent au sein de comités de défense afin de lutter contre la dégradation de leur quartier causée par le viaduc.
Les nombreux points négatifs du viaduc engendrent une décision unanime quant à la nécessité de sa disparition. En plus de son manque d’esthétisme et de ses nuisances sonores, il entraîne une dégradation de la valeur des bâtiments. Plus personne n’investit dans l’immobilier autour du viaduc depuis 1956. L’ouvrage opère une véritable scission entre les habitants de part et d’autre de celui-ci. 
Dans l'idée d’un réaménagement du boulevard Léopold II, deux camps s’affrontent en matière d’urbanisme. D'un côté, les pouvoirs publics (sauf Agglomération bruxelloise) et certains comités de quartiers sont partisans d'un tunnel proposé par l'administration des routes. De l’autre côté, des comités de quartiers, l'ARAU, Inter-Environnement et agglomération sont pour un aménagement en surface.
L'aménagement en surface est un projet moins coûteux et permettrait de rendre le quartier plus accueillant pour les habitants. Le tunnel est, quant à lui, plus coûteux mais permettrait une meilleure liaison entre les quartiers. Il serait accompagné d'un aménagement en surface améliorant l'environnement. Les pouvoirs publics garantissent dans ce projet la fluidité du traficet une amélioration des conditions de vie des habitants. 
L'Exécutif composé d'Albert Demuyter, ministre de la Région de Bruxelles-Capitale, et des secrétaires d’État, Cécile Goor-Eyben et Annemie Neyts-Uyttebroeck, s'est réuni le 15 mars 1982 pour approuver le projet de construction du tunnel. Celui-ci est donc la continuité du projet du tunnel Simonis entrepris le 26 mars 1977. Le tunnel débutera à la basilique de Koekelberg et passera sous la place Simonis. Il se prolongera tout le long du boulevard Léopold II et sous la place Saintctelette. Il s’achèvera après le canal de Charleroi au niveau du boulevard d'Anvers pour rejoindre le tunnel Rogier. 
L'Exécutif a décidé que les travaux du métro et du tunnel devront être réalisés simultanément pour deux raisons : diminuer les désagréments liés aux travaux et permettre à la réalisation du tunnel de profiter des installations déjà mises en place par la construction du métro. Une des conditions de l’octroi du permis de bâtir était un aménagement ultérieur en surface par la Région bruxelloise.

### Explication des travaux
La plateforme du viaduc en béton de l’Expo 58 présente de nombreux signes d’usure. Avant de commencer les travaux, elle est renforcée par des structures métalliques et ses colonnes en béton sont détruites. Là où il est nécessaire de démolir le viaduc en béton, des viaducs amovibles sont installés. Le volume du tunnel peut alors être creusé. Le viaduc continue à surplomber les travaux pour permettre la circulation. À la fin des travaux, le viaduc de métal et de béton est détruit pour permettre la mise en service du tunnel.
La partie du tunnel sous la place Simonis, dont les travaux avaient débuté en 1978, est la première terminée en 1982. Avec le tronçon Rogier, ils sont les deux premiers en 1985 à être ouvert à la circulation.
Depuis 1982, les travaux sont en cours entre la chaussée de Jette et le boulevard du Jubilé.
La construction du tronçon allant de la place Simonis vers les avenues de la Liberté et de Jette débute en 1983. 
En 1984, les travaux pour le tronçon allant de la place Sainctelette à la rue de Ribeaucourt commencent et permettent ensuite la construction du tronçon Ribeaucourt-boulevard du Jubilé qui durera deux ans. 
Les travaux du tronçon traversant le parc Élisabeth commencent en 1984. 
En 1985, la construction du dernier tronçon reliant les deux parties du tunnel de part et d’autre du canal de Charleroi débute. Il est réalisé en dernier car il s’agit d’une véritable prouesse technique. Pour permettre le passage sous le canal, les ouvriers ont effectué un montage de trois caissons se rejoignant au fond de l’eau. Ils pèsent respectivement 1 570, 1 660 et 1 970 tonnes chacun. Les travaux consistent à remplir douze fois les caissons d’eau afin qu’ils s’engouffrent progressivement dans le canal. À vingt centimètres du fond, des plongeurs guident les opérations pour le bon alignement des caissons. Une couche de béton est ensuite coulée pour maintenir l’ouvrage au fond de l’eau.

### Rallongement du tunnel
À l’origine, le tunnel devait s’achever au carrefour Sermon-Bossaert situé à Koekelberg. Finalement, il en est décidé autrement. Le 29 octobre 1985, la secrétaire d’État Cécile Goor octroie un permis de bâtir afin de prolonger le tunnel de part et d’autre de la basilique de Koekelberg. Cette prolongation permet aux automobilistes voulant rejoindre l’autoroute de la mer de ne pas rencontrer de feu rouge au bout du tunnel. Un des objectifs du tunnel, à savoir fluidifier la circulation bruxelloise, est alors rempli.

### Destruction du viaduc
Le viaduc amovible est démonté en 1986 pour la quatrième fois étant donné qu’il avait déjà servi au square Montgomery, à la porte de Tervuren et à Simonis.  Il est offert à la Thaïlande dans le cadre des bonnes relations économiques. Son acheminement jusqu’à Bangkok coûte à la Belgique 59 millions de francs. Le viaduc amovible est réinstallé en 1988 et s’appelle désormais « Thaï-Belgium Fly over Bridge ». 
Le viaduc en béton est, quant à lui, réduit à l’état de gravats utilisés pour consolider les routes secondaires et pour la construction d’immeubles en Belgique.

### Inauguration du tunnel
Le tunnel ayant coûté environ six milliards de francsest inauguré le 31 août 1986 à 16 h 11. Son inauguration se fait en quatre fois, dans les quatre communes qu’il traverse, à savoir Ganshoren, Koekelberg, Molenbeek-Saint-Jean et Bruxelles-Ville. Ce tunnel est le plus long tunnel routier de Belgique avec une longueur de 2 531 m.
Directement après son ouverture, le tunnel est fermé durant le mois de septembre de 22 h à 6 h toute la semaine sauf les week-ends afin de peaufiner les parachèvements techniques.

### Tracé du tunnel
Le tunnel débute en s’enfonçant sous terre à l’arrière de la basilique de Koekelberg et remonte en surface au début du boulevard d’Anvers et de la place de l’Yser. Ces points de passages souterrains sont : 
- la basilique de Koekelberg ;
- le parc Élisabeth ;
- la place Simonis ;
- le boulevard Léopold II ;
- la place Sainctelette ;
- le canal de Charleroi.

Il remonte en surface au niveau de la place de l’Yser laissant place au tunnel Rogier. 
Le tunnel est composé de cinq sorties et cinq entrées. Il y a, en suivant le sens Basilique-Yser :
- une entrée Charles-Quint (derrière la basilique de Koekelberg) ;
- une entrée Basilique (devant la basilique de Koekelberg) ;
- une entrée Saint-Anne (intersection du boulevard Léopold II et de la rue de l’église Saint-Anne) ;
- une sortie Sainctelette (au niveau de la place Sainctelette) ;
- une sortie Yser (au niveau de la place de l’Yser).

Dans le sens Yser-Basilique, il y a : 
- une entrée Yser (au niveau de la place de l’Yser) ;
- une entrée Sainctelette (au niveau de la place Sainctelette) ;
- une sortie Simonis (intersection du boulevard Léopold II et de la chaussée de Jette) ;
- une sortie Basilique (devant la basilique de Koekelberg) ;
- une sortie Charles-Quint (derrière la basilique de Koekelberg).

## Caractéristiques techniques et sécurité du tunnel
Le tunnel construit par le Service des routes de Bruxelles-Capitale du ministère des Travaux publics est composé de deux fois deux voies. Dès sa construction, le tunnel est aménagé de façon à garantir la sécurité et le confort des automobilistes. Des portes communicantes sont installées entre les voies du tunnel pour faciliter l’évacuation des voitures. La ventilation permet « de maintenir un taux d’oxyde de carbone sous le seuil dangereux et d’évacuer les fumées en cas d’incendie ». Il est équipé d’environ soixante caméras reliées à la police de Bruxelles, au service de l’Agglomération de Bruxelles et à l’administration de l’électricité et de l’électronique des travaux publics. Des téléphones de secours, des panneaux de signalisation lumineux, des réémissions radio, des détections-incendie, des parois ignifuges colorées pour éviter la monotonie et des dispositifs d’évacuation sont également installés.

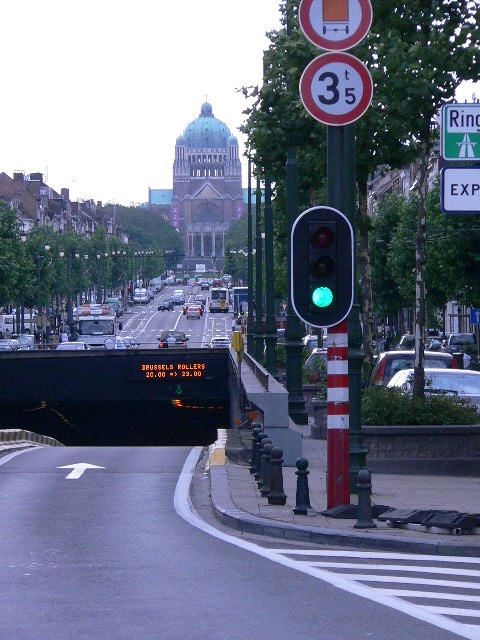
Boulevard Léopold II.

## Aménagement en surface du boulevard Léopold II
Une des conditions de la construction du tunnel est l’aménagement en surface du boulevard Léopold II. Achevé et inauguré, la Région bruxelloise a entrepris un plan d’aménagement en surface. Il est ensuite travaillé par les travaux publics en concertation avec la Région. Le réaménagement du boulevard Léopold II est organisé conjointement par les 4 communes concernées : Saint-Josse, Molenbeek, Koekelberg et Bruxelles-Ville.
Le viaduc détruit, le projet de rénovation du boulevard est le suivant : « quatre bandes de circulation principales, deux voies de dessertes locales avec stationnement, des trottoirs et des pistes cyclables ».
Pour redonner au boulevard Léopold II son aspect royal d’origine, deux rangées d’arbres sont plantées afin d’avoir « un alignement en perspective vers le parc Elisabeth et la Basilique».
Du mobilier urbain, à savoir des bancs, des luminaires, des arrêts de bus, est aussi installé. Son aspect royal passe également par la réunion du parc du Sacré-Cœur et du parc Elisabeth. Des ronds-points et des squares sont agencés afin de rompre la monotonie rectiligne du boulevard. 
Le plan d’aménagement vise notamment à augmenter le potentiel du quartier gâché par le viaduc en développant ses aspects économiques et sociaux. Le boulevard Léopold II est entouré par trois îlots qui présentent des affectations diverses : résidentielle, commerciale et public. Dans ces îlots se côtoient population bourgeoise qui borde le boulevard et population industrielle occupant les rues adjacentes. L’objectif du plan est de conserver cette mixité autant au niveau des habitants que des affectations nécessaires à la vie sociale du quartier. Cette diversité empêche le phénomène de spéculation immobilière qui provoquerait le remplacement des habitations par des bureaux.
Ce réaménagement a aussi pour objectif la conservation de l’architecture typique du boulevard. Les autorités n’ont pu détruire ou modifier certaines maisons en raison de leur intérêt architectural.

## Trafic dans le tunnel à travers le temps
La construction du tunnel a été vue comme nécessaire face à la démocratisation de l’automobile. En 1977, le boulevard Léopold II accueille 68 000 véhicules par jour. 
Aujourd’hui, ce tunnel est emprunté par environ 40 000 véhicules par jour aux entrées et sorties nord et 80 000 véhicules par jour sous le canal, donnant une moyenne de 65 000 véhicules par jour sur l’ouvrage.

## Rénovation du tunnel 2018-2022
Les travaux de rénovation du tunnel ont commencé le 1ermai 2018 et devaient être finis le 31 août 2021. Finalement, l’inauguration aura lieu le 22 mai 2022.
Le tunnel est rénové pour diverses raisons, à savoir la chute de panneaux de bardage et de morceaux de béton sur les véhicules, un grand nombre de dalles cassées, une augmentation du risque d’incendie ainsi qu’une difficulté d’accès et d’utilisation des issues de secours. Le tunnel est emprunté par de plus en plus de navetteurs augmentant son usure.
Les travaux de rénovation ont consisté à enlever l’amiante, renouveler les aérations anti-incendie, les niches de secours et l’aération sanitaire. De nouveaux locaux techniques sont ajoutés et les anciens rénovés. Les travaux comprennent également l’installation de dix-sept nouvelles sorties de secours et de protections coupe-feu. « Les équipements de signalisation, la surveillance, l’exploitation et la gestion centralisées, la communication, la lutte contre l’incendie, les conduits d’électricité et d’eau »ainsi que « la toiture du tunnel, le revêtement, les parois latérales et les trottoirs »ont été rénovés. 

### Changement de nom du tunnel et controverse autour de Léopold II

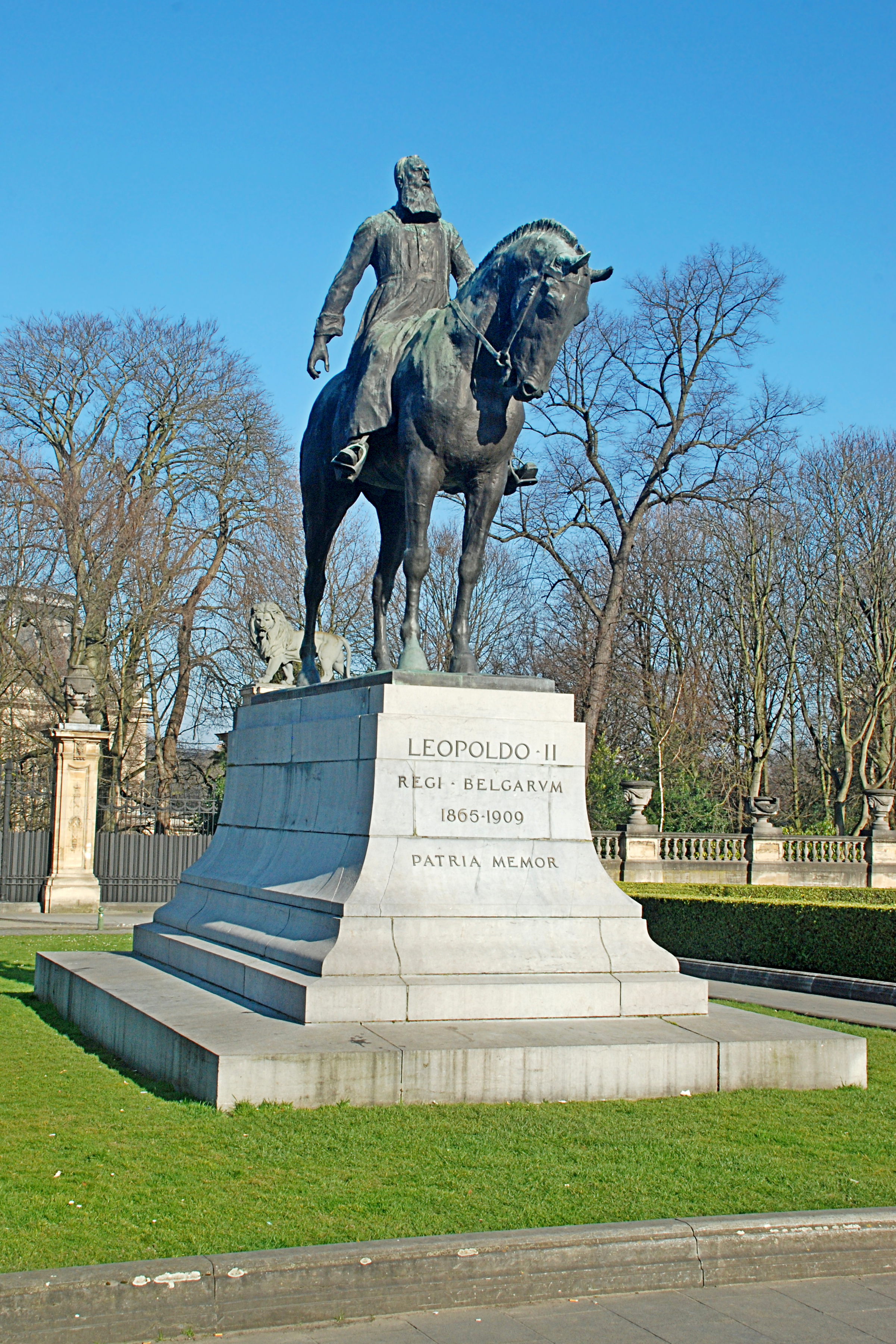
Statue équestre du roi Léopold II, située place du Trône à Bruxelles, vandalisée à plusieurs reprises en 2020.

Dans l’idée d’un mouvement de féminisation de l’espace public, la Région de Bruxelles-Capitale a proposé de changer le nom du tunnel Léopold II. Actuellement, 6,1 % des rues bruxelloises portent un nom féminin. Après les rénovations du tunnel Léopold II, celui-ci a rouvert en mai 2022 avec un nom féminin. Durant le mois de septembre 2020, la Région Bruxelles-Capitale a demandé aux Bruxellois des propositions de nom féminin. Ceux qui ressortent davantage de cette initiative sont des noms comme la future reine Élisabeth, des noms de personnalités belges telles qu'Annie Cordy et Chantal Akerman ou encore des noms de résistantes. 
En novembre 2020, les Bruxellois ont voté pour le nom féminin définitif sur base d'une liste réalisée par un comité d'experts ayant rassemblé les diverses propositions.
Depuis le nouveau souffle donné aux mouvements antiracistes et le décès de l'Américain George Floyd en mai 2020, une vague de décolonisation de l’espace public a été lancée. Une grande controverse règne autour du roi Léopold II, figure du colonialisme belge. Le souvenir de sa politique colonialiste au Congo belge et ses massacres ont mené à la dégradation de ses représentations dans l'espace public au cours de l'année 2020. 
Différents mouvements tels que «  Réparons l’histoire » militent pour retirer les statues de Léopold II de l'espace public bruxellois. Ils ont d’ailleurs lancé une pétition qui a rassemblé près de 60 000 signatures. 
À la suite de ces événements, le secrétaire d’État bruxellois chargé du patrimoine et de l’urbanisme, Pascal Smet, a mis en place un groupe de pilotage. Celui-ci « sera chargé de faire un inventaire et de formuler des propositions concrètes et sans exclusive à propos de la place et du traitement des vestiges coloniaux à Bruxelles et de réfléchir à comment prendre en considération les enjeux décoloniaux de façon permanente dans les décisions politiques à l’avenir ». Ce groupe devra présenter un premier rapport au Gouvernement bruxellois avant fin 2020 suivi d’un rapport final rendu en 2021 et présentant des mesures concrètes.
Le 8 mars 2021, il est annoncé que le tunnel s’appellera tunnel Annie Cordy à partir de sa réouverture (prévue initialement à l'automne 2021).

### Décoration du tunnel Annie Cordy
Deux œuvres de la plasticienne belge Charlotte Beaudry sont placées dans les 2,5 kilomètres du tunnel, figurant des silhouettes et les portraits de jeunes Bruxelloises. La mise en place a lieu en 2021, et l’inauguration du tunnel rénové en mai 2022.

Ces 30 filles illustrent que Bruxelles est une ville multiculturelle. Ces portraits les représentent de face dans le sens « entrée de ville » et de dos dans le sens « sortie de ville ».
« Il s'agit de transmettre la parole de ces jeunes femmes, sans crainte ni doute: nous sommes là, nous sommes plurielles, nous sommes debout. »
— Charlotte Beaudry

### Archives de journaux
- A.R.A.U., «  » (Archives de la Ville de Bruxelles, Collection des archives privées, 1026 à 1028), A.R.A.U., février 1986.
- B., D., « Le réaménagement complet du boulevard Léopold II à l'horizon 88 » (Archives de la Ville de Bruxelles, Collection des archives privées, 1026 à 1028), La Lanterne, 2 avril 1984.
- BERTELS, L., « Le boulevard Léopold II enfin sur la sellette » (Archives de la Ville de Bruxelles, Collection des archives privées, 1026 à 1028), La Dernière Heure, 9 décembre 1987.
- de BELLEFROID, E., « Le viaduc mort et enterré, le boulevard » (Archives de la Ville de Bruxelles, Collection des archives privées, 1026 à 1028), La Libre Belgique, 14 octobre 1983.
- de BELLEFROID, E., « Léopold II pourra enfin ressusciter » (Archives de la Ville de Bruxelles, Collection des archives privées, 1026 à 1028), La Libre Belgique, 14 octobre 1983.
- DUMONT, J.-F., « La décision de l'Exécutif bruxellois : fait accompli, permis fantôme et brouillard sur l'avenir » (Archives de la Ville de Bruxelles, Collection des archives privées, 1026 à 1028), La Cité, 19 mars 1982.
- JACQUES, M., « Le tunnel routier sous le boulevard Léopold II à Bruxelles » (Archives de la Ville de Bruxelles, Collection des archives privées, 1026 à 1028), La Libre Belgique, 1982.
- M., N. « Basilique-Rogier : un boulevard ou une voie express ? » (Archives de la Ville de Bruxelles, Collection des archives privées, 1026 à 1028), Le Soir, 1 et 2 février 1986.
- N., L., « Le viaduc de la mer part à Bangkok » (Archives de la Ville de Bruxelles, Collection des archives privées, 1026 à 1028), Le Soir, 5 novembre 1987.
- NICAISE, L., « On ouvrira, dimanche, à Bruxelles, le plus long tunnel routier de Belgique » (Archives de la Ville de Bruxelles, Collection des archives privées, 1026 à 1028), Le Soir, 29 août 1986.
- V., PH., « Dimanche, 16h11, feu vert pour le tunnel » (Archives de la Ville de Bruxelles, Collection des archives privées, 1026 à 1028), La Libre Belgique, 1er septembre 1986.
- V., J.-C., « Le tunnel Léopold II en fonction : et maintenant, vite la surface ! » (Archives de la Ville de Bruxelles, Collection des archives privées, 1026 à 1028), Le Soir, 1er septembre 1986.
- V., J.-C.,« Un tout nouveau boulevard pour septembre 1987 ? » (Archives de la Ville de Bruxelles, Collection des archives privées, 1026 à 1028), La Libre Belgique, 6 juillet 1984.
- VAN DE VOORDE, J., « Axe Rogier-Koekelberg : accélération des travaux » (Archives de la Ville de Bruxelles, Collection des archives privées, 1026 à 1028), La Dernière Heure, 14 novembre 1986.
- VAN DE VOORDE, J., « Opération de très haute technicité effectuée au centimètre près » (Archives de la Ville de Bruxelles, Collection des archives privées, 1026 à 1028), La Libre, 6 mars 1986.
- VAN DE VOORDE, J., « Travaux "Rogier-Basilique" : tunnel de la mer prolongé - Surface entièrement libérée en 1987 » (Archives de la Ville de Bruxelles, Collection des archives privées, 1026 à 1028), La Dernière Heure, 17 septembre 1985.
- VAN DE VOORDE, J.,« Axe "Rogier-Basilique" à Bruxelles : tunnels et viaducs ouverts » (Archives de la Ville de Bruxelles, Collection des archives privées, 1026 à 1028), La Dernière Heure, 3 et 4 août 1985.
- VAN DE VOORDE, J., « Construction du tunnel "Léopold II" : les travaux prennent de l'extension » (Archives de la Ville de Bruxelles, Collection des archives privées, 1026 à 1028), La Dernière Heure, 11 janvier 1983.
- VANTROYEN, J.-C.,« Le boulevard Léopold II en 1989 : des arbres, des trottoirs, des statues au lieu d'un viaduc » (Archives de la Ville de Bruxelles, Collection des archives privées, 1026 à 1028), Le Soir, 22 novembre 1983.
- VAN DE VOORDE, J., « Le tunnel Léopold II représente une dépense de trois milliards » (Archives de la Ville de Bruxelles, Collection des archives privées, 1026 à 1028), La Dernière Heure, 19 mars 1982.
- VANTROYEN, J.-C., « Feu vert pour le tunnel du boulevard Léopold II » (Archives de la Ville de Bruxelles, Collection des archives privées, 1026 à 1028), Le Soir, 19 mars 1982.
- X., « L'axe "Rogier-Koekelberg" fermé la nuit du 21 novembre au 4 décembre » (Archives de la Ville de Bruxelles, Collection des archives privées, 1026 à 1028), La Dernière Heure, 29 octobre 1985.
- X., « Le choix du tunnel au boulevard Léopold II : justifications brumeuses et interpellations » (Archives de la Ville de Bruxelles, Collection des archives privées, 1026 à 1028), La Cité, avril 1982.

### Notices historiques
- MINISTÈRE DE LA RÉGION DE BRUXELLES-CAPITALE (Bruxelles Mobilité - AED), Marché d'assistance urbanistique et environnementale dans l'établissement d'un PPP pour la rénovation et l'entretien du tunnel Léopold II  (Notice historique de Bruxelles Mobilités), Bruxelles, s.d.
- MINISTÈRE DES TRAVAUX PUBLICS (Administration des Routes), Tunnel Léopold II (Archives de la Ville de Bruxelles, Collection des archives privées, 1026 à 1028), Bruxelles, août 1986.

### Sites internet
- BEGA, «Décolonisation de l'espace public à Bruxelles : le Parlement régional créera un groupe de travail », sur rtbf.be, 13 juillet 2020.
- BELGA, «La statue du roi Léopold II de la place du Trône vandalisée », sur bx1.be, 10 juin 2020.
- BELGA, « Serge Jaumin (ULB) se réjouit d'un débat sur la présence de statues de Léopold II dans l'espace public », sur levif.be, 10 juin 2020.
- BRUXELLES MOBILITÉ, « Rénovation du tunnel Léopold II », sur mobilite-mobiliteit.brussels, s.d.
- BRUXELLES MOBILITÉ, « Rénovation du tunnel Léopold II », sur mobilite-mobiliteit.brussels, s.d.
- FRANÇOIS, A., « Les Bruxellois peuvent proposer un nouveau nom, féminin, pour le tunnel Léopold II », sur vrt.be, 6 septembre 2020.
- I., Gr., « La Région bruxelloise lance un groupe de travail sur la décolonisation de l'espace public », sur bx1.be, 13 juillet 2020.
- SOLVEL, F., « Le tiercé perdant des viaducs bruxellois », sur brusselslife.be, 4 septembre 2014.
- THIBERT, V., « Journée d'information sur la gestion des ouvrages d'art», sur qc.spw.wallonie.be, 12 mars 2019.